# Granat MK 3
MK3 – amerykański granat zaczepny.
MK3 posiada cylindryczny korpus wykonany z włókna nasyconego asfaltem. MK3 jest elaborowany trotylem i uzbrojony przy pomocy zapalnika M206.